# لاکتریوس شیرین

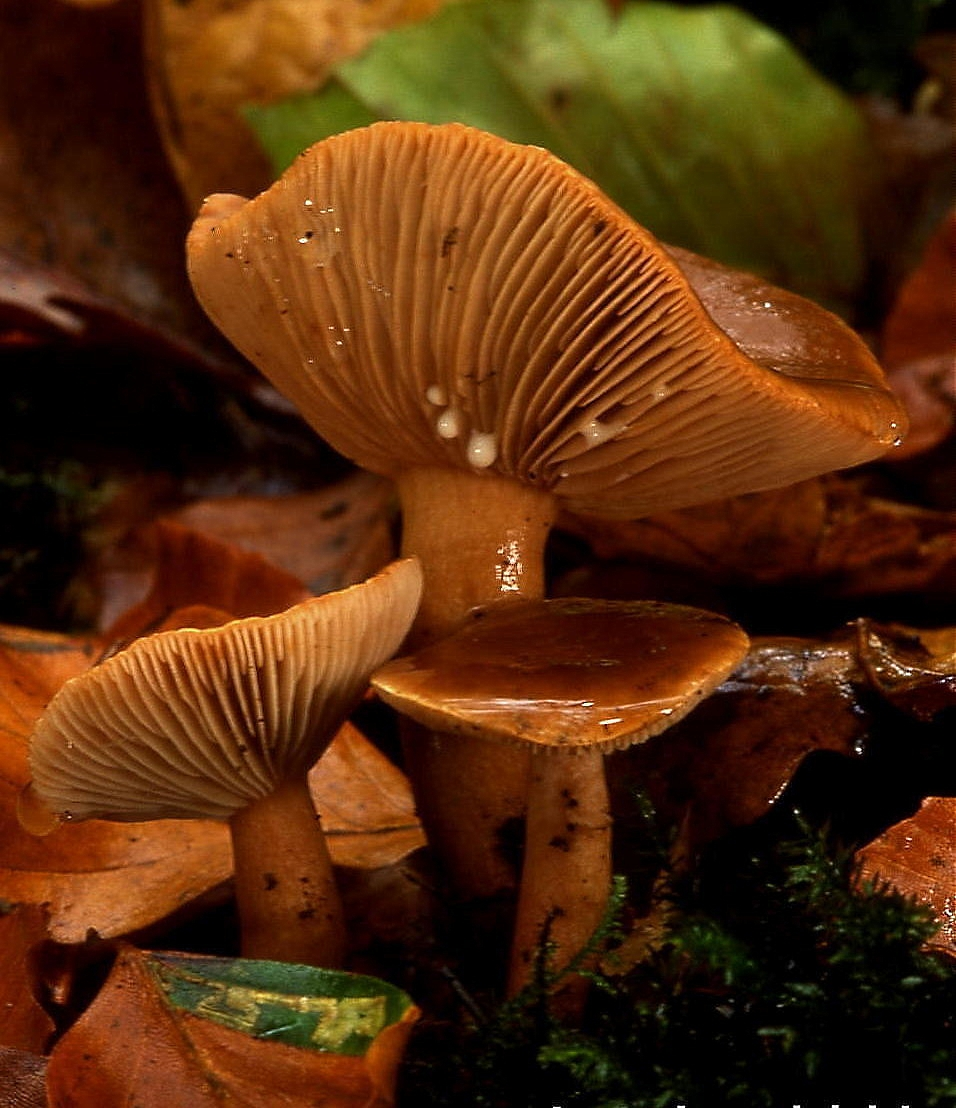
بدنه های میوه لاکتریوس شیرین(که در اینجا، لاتکس ترشح می کنند.) شکل، رنگ، تراکم و سایر خصوصیات گیل‌ها هنگام شناسایی گونه‌های قارچ مهم است.

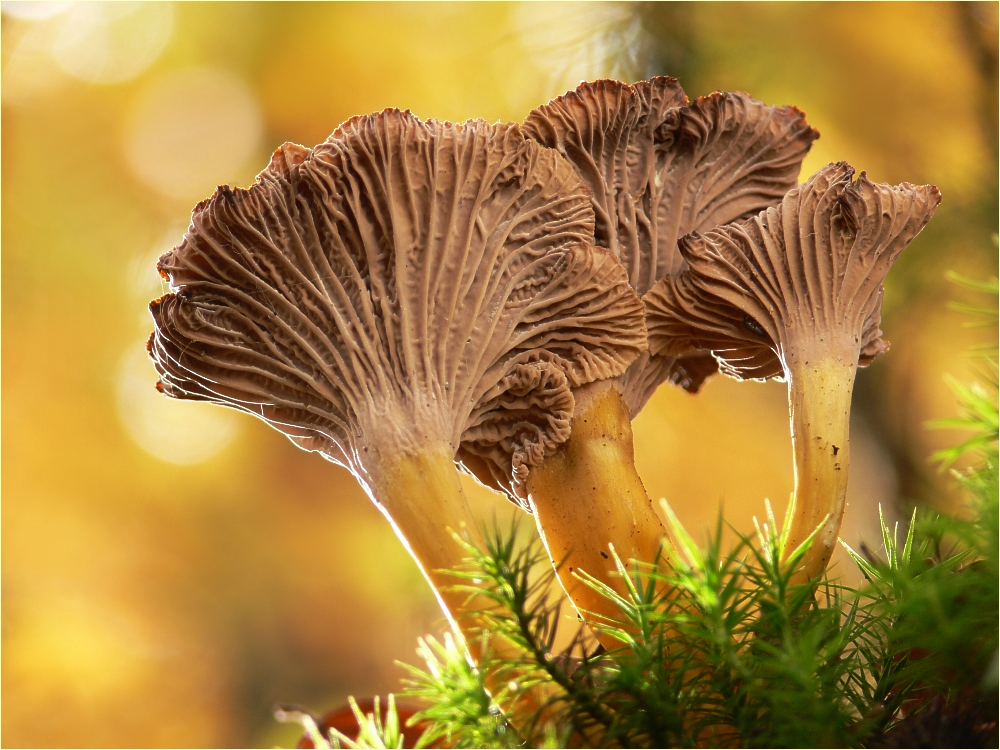
گیل های "کاذب" Craterellus tubaeformis

لاکتریوس شیرین یا لاملا یا گیل، هایمنوفورهایی نرم در زیر کلاه برخی از گونه‌های قارچ است. گیل‌ها توسط قارچ‌ها به عنوان وسیله ای برای پراکندگی هاگ (هاگ‌زایی) استفاده می‌شود و برای شناسایی گونه‌ها مهم است. گیل‌ها بر اساس شکل خود در چسبیدن به ساقه در نگاه از پهلو طبقه‌بندی می‌شوند، همچنین رنگ، تراکم و شکل هر کدام از گیل‌ها نیز از ویژگی‌های مهم در طبقه‌بندی آنهاست. گیل‌ها می‌توانند ویژگی‌های میکروسکوپی یا ماکروسکوپی متمایز داشته باشند. به عنوان مثال، گونه‌های لاکتریوس به‌طور معمول لاتکس از آبشش خود ترشح می‌کنند.
در ابتدا باور بر این بود که همه قارچ‌های گیل‌دار از نوع قارچ‌های تیغک‌دار هستند، اما زمانی‌که قارچ‌های بیشتری با جزئیات مورد مطالعه قرار گرفتند، نشان داده شد که برخی از گونه‌های گیل‌دار از از این گونه نیستند. اکنون واضح است که این یک مورد از تکامل همگرا است (یعنی ساختارهای گیل‌دار به‌طور جداگانه تکامل یافته‌اند) به جای اینکه یک ویژگی آناتومیک باشد که فقط یک بار تکامل یافته‌است. دلیل اینکه اکثر قارچ‌های چتری به این صورت تکامل یافته‌اند این است که وجود گیل، موثرترین وسیله برای افزایش نسبت سطح به جرم است و این پتانسیل تولید و پراکندگی هاگ را افزایش می‌دهد.

## طبقه‌بندی
از نظر ریخت‌شناسی، گیل‌ها بر اساس چسبندگی به ساقه تقسیم می‌شوند:

Adnate
Adnexed
Decurrent
Emarginate
Free
Seceding
Sinuate
Subdecurrent